# 虎斑蝾螺
虎斑蝾螺（学名：Turbo brunneus），是原始腹足目蝾螺科蝾螺属的一种。主要分布于新加坡、马来西亚、印度尼西亚、中国大陆、台湾，常栖息在浅海。